# Polysyncraton nigropunctatum
Polysyncraton nigropunctatum är en sjöpungsart som beskrevs av Sluiter 1909. Polysyncraton nigropunctatum ingår i släktet Polysyncraton och familjen Didemnidae. Inga underarter finns listade i Catalogue of Life.